# Thomas R. Mills
Thomas R. Mills (28 de junio de 1878 – 29 de noviembre de 1953) fue un actor y director teatral y cinematográfico británico, cuya carrera transcurrió principalmente en la época del cine mudo.
Nacido en Lambeth, Londres, Inglaterra, fue un actor de orígenes teatrales, actuando en algunas producciones del circuito de Broadway en los primeros años del siglo XX. Posterior mente desarrolló una carrera como actor y director cinematográfico en Hollywood.
Thomas R. Mills falleció en Woodland Hills (Los Ángeles), California, en 1953.

## Filmografía

### Actor
- The Grafters, de Frederick Sullivan (1913)
- The Bawlerout, de Oscar Apfel (1913)
- Shep, the Hero, de Lawrence B. McGill (1913)
- Annie Laurie, de Lawrence B. McGill (1913)
- Wallingford's Wallet, de Edgar Lewis (1913)
- Below the Deadline (1913)
- Rosita's Cross of Gold (1913)
- The Clown's Daughter (1913)
- Targets of Fate, de Edgar Lewis (1913)
- The Flirt (1913)
- Hearts (1913)
- The Power of the Sea, de Travers Vale (1913)
- Her Father's Daughter
- A Rough Diamond (1913)
- Tony's Sacrifice
- Two Girls of the Hills
- Giovanni's Gratitude
- Slim Hogan's Getaway
- The Hidden Clue
- The Idler
- The Musician's Wife
- Caught in the Web
- Red, the Mediator
- The Coming of the Real Prince
- The Acid Test, de Maurice Costello y Robert Gaillard (1914)
- A Sentimental Burglar, de Maurice Costello y Robert Gaillord (1914)
- The Moonstone of Fez, de Maurice Costello y Robert Gaillard (1914)
- Doctor Smith's Baby, de Maurice Costello y Robert Gaillard (1914)
- Love the Clairvoyant, de Maurice Costello y Robert Gaillord (1914)
- Through Life's Window, de Maurice Costello y Robert Gaillard (1914)
- The Woes of a Waitress, de Maurice Costello y Robert Gaillord (1914)
- The Mysterious Lodger, de Maurice Costello y Robert Gaillord (1914)
- Bella's Elopement, de Maurice Costello y Robert Gaillord (1914)
- The Blood Ruby, de Maurice Costello y Robert Gaillard (1914)
- The Girl in the Case, de Maurice Costello y Robert Gaillard (1914)
- The Mill of Life, de Maurice Costello y Robert Gaillord (1914)
- The Mystery of Brayton Court, de Maurice Costello y Robert Gaillard (1914)
- Lola the Rat, de Maurice Costello y Robert Gaillord (1914)
- Too Much Burglar, de Maurice Costello y Robert Gaillord (1914)
- By the Governor's Order, de Maurice Costello y Robert Gaillard (1914)
- The Product, de Maurice Costello y Robert Gaillord (1914)
- The Evil Men Do, de Maurice Costello y Robert Gaillord (1914)
- The Understudy; or, Behind the Scenes, de Maurice Costello y Robert Gaillord (1915)
- On the Altar of Love, de Maurice Costello y Robert Gaillord (1915)
- The Heart of Jim Brice, de Maurice Costello y Robert Gaillord (1915)
- His Phantom Sweetheart, de Ralph Ince (1915)
- The Criminal, de Van Dyke Brooke (1915)
- Insuring Cutey, de Wally Van (1915)
- One Performance Only, de Charles Brown (1915)
- Old Good for Nuthin', de George Ridgwell (1915)
- The Man Who Couldn't Beat God, de Maurice Costello y Robert Gaillard (1915)
- Brown's Summer Boarders, de George Ridgwell (1915)
- Sis, de George Ridgwell (1915)
- Heredity, de William Humphrey (1915)
- A Man's Sacrifice, de George D. Baker (1915)
- The Crown Prince's Double, de Van Dyke Brooke (1915)
- The Making Over of Geoffrey Manning, de Harry Davenport (1915)
- Jane's Husband, de George D. Baker (1916)
- The Hero of Submarine D-2, de Paul Scardon (1916)
- O'Hagan's Scoop, de Harry Davenport (1916)
- The Shop Girl, de George D. Baker (1916)
- Letitia, de Harry Davenport (1916)
- The Dawn of Freedom, de Theodore Marston y Paul Scardon (1916)
- The Scarlet Runner, de William P.S. Earle y Wally Van (1916)
- The Car and His Majesty, de William P.S. Earle y Wally Van (1916)
- Cantrell's Madonna (1916)
- The Man Who Went Sane (1916)
- The Dollar and the Law, de Wilfred North (1916)
- Whom the Gods Destroy, de James Stuart Blackton, Herbert Brenon y William P.S. Earle (1916)
- Indiscretion, de Wilfrid North (1917)
- Kitty MacKay, de Wilfrid North (1917)
- Sally in a Hurry, de Wilfrid North (1917)
- The Cop and the Anthem, de Thomas R. Mills (1917)
- No Story, de Thomas R. Mills (1917)
- The Wolf Man, de Edmund Mortimer (1924)
- A Man's Mate
- The Guilty One, de Joseph Henabery (1924)
- Star Dust Trail
- The Arizona Romeo, de Edmund Mortimer (1925)
- Tides of Passion, de J. Stuart Blackton (1925)
- The Kiss Barrier, de Roy William Neill (1925)
- The Gilded Highway, de J. Stuart Blackton (1926)
- Mona Lisa, de Arthur Maude (1926)
- Great Expectations, de Stuart Walker (1934)
- Les Miserables, de Richard Boleslawski (1935)
- A Feather in Her Hat, de Alfred Santell (1935)
- The Great Impersonation, de Alan Crosland (1935)
- It's Love I'm After, de Archie L. Mayo (1937)
- Gold Is Where You Find It, de Michael Curtiz (1938)
- The Face Behind the Mask, de Jacques Tourneur (1938)
- The Adventures of Robin Hood, de Michael Curtiz y William Keighley (1938)
- We Are Not Alone, de Edmund Goulding (1939)
- A Dispatch from Reuter's, de William Dieterle (1940)

### Director
- Slim Hogan's Getaway (1914)
- Friends in San Rosario (1917)
- The Third Ingredient (1917)
- The Marionettes (1917)
- The Green Door (1917)
- The Cop and the Anthem (1917)
- Past One at Rooney's (1917)
- The Love Philtre of Ikey Schoenstein (1917)
- The Gold That Glittered (1917)
- Strictly Business (1917)
- No Story (1917)
- The Venturers (1917)
- The Duplicity of Hargraves (1917)
- The Defeat of the City (1917)
- The Guilty Party (1917)
- A Night in New Arabia (1917)
- The Renaissance at Charleroi (1917)
- A Mother's Sin (1918)
- An American Live Wire
- The Seal of Silence (1918)
- The Girl in His House
- The Unknown Quantity
- Thin Ice
- A Girl at Bay
- The Girl-Woman
- The Friendly Call
- Duds
- The Invisible Divorce

## Teatro
- The Consul (circuito de Broadway, 19 de enero de 1903)
- The Fires of Fate (Broadway, 28 de diciembre de 1909)